# Madeleine Larsson (politiker)
Madeleine Larsson, från Norrköping, var 1990–1992 talesman för Sverigedemokraterna, tillsammans med Anders Klarström.
1991 var hon med om att initiera partiets första, storskaliga valkampanj. I början av året hade man lyckats samla de 1 500 namnunderskrifter som krävdes för att registrera partiet för deltagande i riksdagsval.
Den 20 juli tilläts Madeleine Larsson och Anders Klarström tala under politikerveckan i Almedalen. Mötet samlade ungefär 250 åhörare.
Riksårsmötet 1992 avskaffade systemet med två talesmän och valde istället Anders Klarström till ensam partiordförande.